# Landerd
Landerd ( udtale ?) er en kommune og en by i den sydlige provins Noord-Brabant i Nederlandene.
- Reek i 1865
- Schaijk i 1865
- Zeeland i 1866